# Friedrich Wetter
Friedrich Wetter, né le 20 février 1928 à Landau, dans le district du Palatinat (Allemagne), est un cardinal allemand, archevêque émérite de Munich depuis 2007.

## Biographie

### Prêtre
Après avoir étudié la philosophie à la Faculté de Sankt Georgen à Francfort-sur-le-Main et la théologie à l'université pontificale grégorienne à Rome, Friedrich Wetter est ordonné prêtre le 10 octobre 1953 pour le diocèse de Spire par le cardinal Clemente Micara.
Ayant obtenu un doctorat en théologie, il enseigne cette discipline à Eichstätt puis à l'université de Mayence.

### Évêque
Nommé évêque de Spire en Allemagne le 28 mai 1968, il est consacré le 29 juin suivant par Isidor Emanuel, assisté du cardinal Hermann Volk et de Alfred Kleinermeilert.
Le 28 octobre 1982, il devient archevêque de Munich et Freising succédant au cardinal Ratzinger, charge qu'il occupe jusqu'au 2 février 2007. Il assure cependant la conduite de ce diocèse comme administrateur apostolique jusqu'au 30 novembre 2007.
Le 20 janvier 2022, le cabinet d’avocats Westpfahl Spilker Wastl remet son étude intitulée « Rapport sur les abus sexuels de mineurs et d’adultes vulnérables par des clercs, ainsi que par [d’autres] employés, dans l’archidiocèse de Munich et Freising de 1945 à 2019 ». Ce document met en avant quatre dossiers, y compris l'affaire Peter Hullermann, mal gérés par le futur pape Joseph Ratzinger. Ce rapport met aussi en cause les cardinaux Friedrich Wetter pour 21 cas et Reinhard Marx pour 2 cas.

### Cardinal
Il est créé cardinal par le pape Jean-Paul II lors du consistoire du 25 mai 1985 avec le titre de cardinal-prêtre de S. Stefano al Monte Celio (ou Saint-Étienne-le-Rond). Il participe au conclave de 2005 qui voit l'élection du pape Benoît XVI.
Il n'est plus électeur depuis le 20 février 2008, jour de ses 80 ans. Ainsi, il ne peut pas prendre part aux votes des conclaves de 2013 (élection de François) et de 2025 (élection de Léon XIV).
Au sein de la Curie romaine, il est membre de la Congrégation pour l'évangélisation des peuples et de la Congrégation pour l'éducation catholique.
La durée de son cardinalat est de plus de 40 ans depuis le 25 mai 2025.